# Іннфіртель
48°18′ пн. ш. 13°24′ сх. д. / 48.3° пн. ш. 13.4° сх. д.
Іннфіртель (нім. Innviertel, букв. «Іннська чверть») — історична область Австрії на південний схід від річки Інн. Є західною частиною австрійської землі Верхня Австрія та межує з німецькою землею Баварія. Є однією з чотирьох «чвертей» — історичних субрегіонів Верхньої Австрії, три інших — Гаусрукфіртель, Мюльфіртель і Траунфіртель.

## Географія і демографія

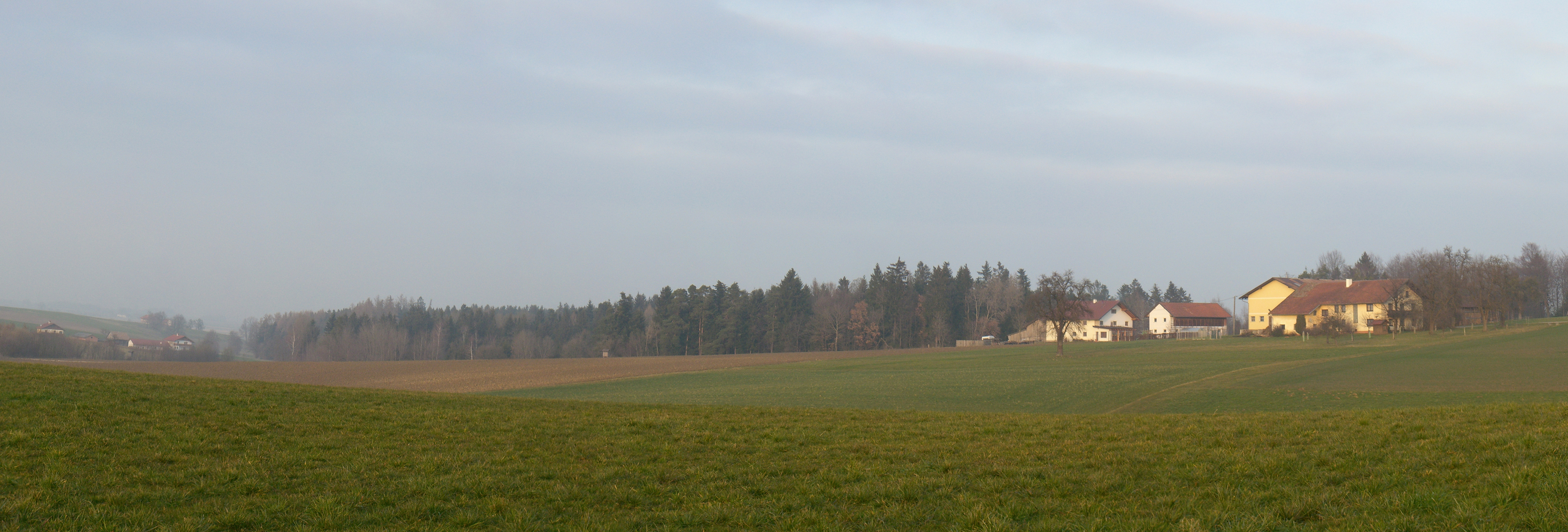
Краєвид

Регіон охоплює округи Шердінг, Рід-ім-Іннкрайс, Браунау-ам-Інн. Площа регіону складає близько 2250 км², а чисельність населення близько 215 тисяч.

## Історія
З раннього Середньовіччя регіон належав німецькому герцогству Баварія і називався Innbaiern. У ході Війни за баварську спадщину в 1779 році дістався Австрії. Під час Наполеонівських воєн він був переданий Баварії за Шенбруннським договором 1809 року разом з прилеглим Хаусрукфіртелем, але врешті-решт був приєднаний до Австрійської імперії в 1816 році згідно з рішенням Віденського конгресу.

## Відомі уродженці
- Адольф Гітлер — німецький державний і політичний діяч часів Третього Рейху, диктатор.
- Антон Цайлінгер — австрійський фізик, вперше здійснив квантову телепортацію з фотонами.
- Франц Грубер — шкільний учитель, композитор, автор музики популярного різдвяного гімну «Тиха ніч».
- Ернст Кальтенбруннер — високопоставлений німецький політичний діяч часів Третього Рейху